# エクシブ京都八瀬離宮
エクシブ京都八瀬離宮（エクシブきょうとやせりきゅう）は、京都市左京区八瀬野瀬町に位置する会員制ホテル。

## 概要
2001年に森のゆうえんちが閉園後、2006年に開館した。森のゆうえんち跡地に位置する。

## 歴史
- 2001年 - 叡山電鉄の経営する森のゆうえんちが閉園。
- 2006年11月 - エクシブ京都八瀬離宮開館。